# Đội tuyển bóng đá quốc gia Thụy Điển
Đội tuyển bóng đá quốc gia Thụy Điển (tiếng Thụy Điển: Sveriges herrlandslag i fotboll) là đội tuyển cấp quốc gia của Thụy Điển do Hiệp hội bóng đá Thụy Điển quản lý.
Trận thi đấu quốc tế đầu tiên của đội tuyển Thụy Điển là trận gặp đội tuyển Na Uy vào năm 1908. Thành tích tốt nhất của đội cho đến nay là ngôi vị á quân của World Cup 1958, lọt vào bán kết Euro 1992 và tấm huy chương vàng của Thế vận hội Mùa hè 1948.

## Danh hiệu
- Vô địch thế giới: 0

Á quân: 1958
Hạng ba: 1950; 1994
- Bóng đá nam tại Olympic:

 1948
 1924; 1952

## Thành tích tại các giải đấu

### Giải vô địch thế giới
| Năm           | Kết quả                  | Thứ hạng                 | Số trận                  | Thắng                    | Hoà*                     | Thua                     | Bàn thắng                | Bàn thua                 |
| ------------- | ------------------------ | ------------------------ | ------------------------ | ------------------------ | ------------------------ | ------------------------ | ------------------------ | ------------------------ |
| 1930          | Không tham dự            | Không tham dự            | Không tham dự            | Không tham dự            | Không tham dự            | Không tham dự            | Không tham dự            | Không tham dự            |
| 1934          | Tứ kết                   | 8                        | 2                        | 1                        | 0                        | 1                        | 4                        | 4                        |
| 1938          | Hạng tư                  | 4                        | 3                        | 1                        | 0                        | 2                        | 11                       | 9                        |
| 1950          | Hạng ba                  | 3                        | 5                        | 2                        | 1                        | 2                        | 11                       | 15                       |
| 1954          | Không vượt qua vòng loại | Không vượt qua vòng loại | Không vượt qua vòng loại | Không vượt qua vòng loại | Không vượt qua vòng loại | Không vượt qua vòng loại | Không vượt qua vòng loại | Không vượt qua vòng loại |
| 1958          | Á quân                   | 2                        | 6                        | 4                        | 1                        | 1                        | 12                       | 7                        |
| 1962 đến 1966 | Không vượt qua vòng loại | Không vượt qua vòng loại | Không vượt qua vòng loại | Không vượt qua vòng loại | Không vượt qua vòng loại | Không vượt qua vòng loại | Không vượt qua vòng loại | Không vượt qua vòng loại |
| 1970          | Vòng 1                   | 9                        | 3                        | 1                        | 1                        | 1                        | 2                        | 2                        |
| 1974          | Vòng 2                   | 5                        | 6                        | 2                        | 2                        | 2                        | 7                        | 6                        |
| 1978          | Vòng 1                   | 13                       | 3                        | 0                        | 1                        | 2                        | 1                        | 3                        |
| 1982 đến 1986 | Không vượt qua vòng loại | Không vượt qua vòng loại | Không vượt qua vòng loại | Không vượt qua vòng loại | Không vượt qua vòng loại | Không vượt qua vòng loại | Không vượt qua vòng loại | Không vượt qua vòng loại |
| 1990          | Vòng 1                   | 21                       | 3                        | 0                        | 0                        | 3                        | 3                        | 6                        |
| 1994          | Hạng ba                  | 3                        | 7                        | 3                        | 3                        | 1                        | 15                       | 8                        |
| 1998          | Không vượt qua vòng loại | Không vượt qua vòng loại | Không vượt qua vòng loại | Không vượt qua vòng loại | Không vượt qua vòng loại | Không vượt qua vòng loại | Không vượt qua vòng loại | Không vượt qua vòng loại |
| 2002          | Vòng 2                   | 13                       | 4                        | 1                        | 2                        | 1                        | 5                        | 5                        |
| 2006          | Vòng 2                   | 14                       | 4                        | 1                        | 2                        | 1                        | 3                        | 4                        |
| 2010 đến 2014 | Không vượt qua vòng loại | Không vượt qua vòng loại | Không vượt qua vòng loại | Không vượt qua vòng loại | Không vượt qua vòng loại | Không vượt qua vòng loại | Không vượt qua vòng loại | Không vượt qua vòng loại |
| 2018          | Tứ kết                   | 7                        | 5                        | 3                        | 0                        | 2                        | 6                        | 4                        |
| 2022          | Không vượt qua vòng loại | Không vượt qua vòng loại | Không vượt qua vòng loại | Không vượt qua vòng loại | Không vượt qua vòng loại | Không vượt qua vòng loại | Không vượt qua vòng loại | Không vượt qua vòng loại |
| 2026 đến 2034 | Chưa xác định            | Chưa xác định            | Chưa xác định            | Chưa xác định            | Chưa xác định            | Chưa xác định            | Chưa xác định            | Chưa xác định            |
| Tổng          | 12/22 1 lần Á quân       | 12/22 1 lần Á quân       | 51                       | 19                       | 13                       | 19                       | 80                       | 73                       |

### Giải vô địch châu Âu
| Năm           | Kết quả                  | Số trận                  | Thắng                    | Hoà*                     | Thua                     | Bàn thắng                | Bàn thua                 |
| ------------- | ------------------------ | ------------------------ | ------------------------ | ------------------------ | ------------------------ | ------------------------ | ------------------------ |
| 1960          | Không tham dự            | Không tham dự            | Không tham dự            | Không tham dự            | Không tham dự            | Không tham dự            | Không tham dự            |
| 1964 đến 1988 | Không vượt qua vòng loại | Không vượt qua vòng loại | Không vượt qua vòng loại | Không vượt qua vòng loại | Không vượt qua vòng loại | Không vượt qua vòng loại | Không vượt qua vòng loại |
| 1992          | Bán kết                  | 4                        | 2                        | 1                        | 1                        | 6                        | 5                        |
| 1996          | Không vượt qua vòng loại | Không vượt qua vòng loại | Không vượt qua vòng loại | Không vượt qua vòng loại | Không vượt qua vòng loại | Không vượt qua vòng loại | Không vượt qua vòng loại |
| 2000          | Vòng 1                   | 3                        | 0                        | 1                        | 2                        | 2                        | 4                        |
| 2004          | Tứ kết                   | 4                        | 1                        | 3                        | 0                        | 8                        | 3                        |
| 2008          | Vòng 1                   | 3                        | 1                        | 0                        | 2                        | 3                        | 4                        |
| 2012          | Vòng 1                   | 3                        | 1                        | 0                        | 2                        | 5                        | 5                        |
| 2016          | Vòng 1                   | 3                        | 1                        | 3                        | 0                        | 3                        | 2                        |
| 2020          | Vòng 2                   | 3                        | 2                        | 1                        | 0                        | 4                        | 2                        |
| 2024          | Không vượt qua vòng loại | Không vượt qua vòng loại | Không vượt qua vòng loại | Không vượt qua vòng loại | Không vượt qua vòng loại | Không vượt qua vòng loại | Không vượt qua vòng loại |
| 2028          | Chưa xác định            | Chưa xác định            | Chưa xác định            | Chưa xác định            | Chưa xác định            | Chưa xác định            | Chưa xác định            |
| 2032          | Chưa xác định            | Chưa xác định            | Chưa xác định            | Chưa xác định            | Chưa xác định            | Chưa xác định            | Chưa xác định            |
| Tổng cộng     | 7/16 1 lần Bán kết       | 23                       | 7                        | 7                        | 9                        | 31                       | 25                       |

### UEFA Nations League
| Mùa giải  | Hạng đấu  | Vị trí    | Pld | W | D | L  | GF | GA |
| --------- | --------- | --------- | --- | - | - | -- | -- | -- |
| 2018–19   | B         | 16th      | 4   | 2 | 1 | 1  | 5  | 3  |
| 2020–21   | A         | 14th      | 6   | 1 | 0 | 5  | 5  | 13 |
| 2022–23   | B         | 30th      | 6   | 1 | 1 | 4  | 7  | 11 |
| Tổng cộng | Tổng cộng | Tổng cộng | 16  | 4 | 2 | 10 | 17 | 27 |

### Thế vận hội
- (Nội dung thi đấu dành cho cấp đội tuyển quốc gia cho đến kỳ Đại hội năm 1988)

| Năm           | Kết quả                  | Thứ hạng                 | Pld                      | W                        | D                        | L                        | GF                       | GA                       |
| ------------- | ------------------------ | ------------------------ | ------------------------ | ------------------------ | ------------------------ | ------------------------ | ------------------------ | ------------------------ |
| 1908          | Hạng tư                  | 4th                      | 2                        | 0                        | 0                        | 2                        | 1                        | 14                       |
| 1912          | Vòng 2                   | 9th                      | 2                        | 0                        | 0                        | 2                        | 3                        | 5                        |
| 1920          | Tứ kết                   | 6th                      | 3                        | 1                        | 0                        | 2                        | 14                       | 7                        |
| 1924          | Hạng ba                  | 3rd                      | 5                        | 3                        | 1                        | 1                        | 18                       | 5                        |
| 1928          | Không tham dự            | Không tham dự            | Không tham dự            | Không tham dự            | Không tham dự            | Không tham dự            | Không tham dự            | Không tham dự            |
| 1936          | Vòng 2                   | 9th                      | 1                        | 0                        | 0                        | 1                        | 2                        | 3                        |
| 1948          | Vô địch                  | 1st                      | 4                        | 4                        | 0                        | 0                        | 22                       | 3                        |
| 1952          | Hạng ba                  | 3rd                      | 4                        | 3                        | 0                        | 1                        | 9                        | 8                        |
| 1956 đến 1960 | Không tham dự            | Không tham dự            | Không tham dự            | Không tham dự            | Không tham dự            | Không tham dự            | Không tham dự            | Không tham dự            |
| 1964          | Không vượt qua vòng loại | Không vượt qua vòng loại | Không vượt qua vòng loại | Không vượt qua vòng loại | Không vượt qua vòng loại | Không vượt qua vòng loại | Không vượt qua vòng loại | Không vượt qua vòng loại |
| 1968 đến 1980 | Không tham dự            | Không tham dự            | Không tham dự            | Không tham dự            | Không tham dự            | Không tham dự            | Không tham dự            | Không tham dự            |
| 1984          | Không vượt qua vòng loại | Không vượt qua vòng loại | Không vượt qua vòng loại | Không vượt qua vòng loại | Không vượt qua vòng loại | Không vượt qua vòng loại | Không vượt qua vòng loại | Không vượt qua vòng loại |
| 1988          | Tứ kết                   | 6th                      | 4                        | 2                        | 1                        | 1                        | 7                        | 5                        |
| Tổng cộng     | 1 lần vô địch            | 7/17                     | 25                       | 13                       | 2                        | 10                       | 76                       | 50                       |

## Kết quả thi đấu

### 2024
| 12 tháng 1 Giao hữu | Thụy Điển | v | Estonia | Paphos, Cyprus |  |
|                     |           |   |         |                |  |

| 21 tháng 3 Giao hữu | Bồ Đào Nha | v | Thụy Điển | Guimarães, Bồ Đào Nha                          |
|                     |            |   |           | Sân vận động: Sân vận động D. Afonso Henriques |

## Cầu thủ

### Đội hình hiện tại
26 cầu thủ sau đây đã hoàn thành vòng loại UEFA Euro 2024.
Số lần khoác áo và số bàn thắng được tính đến ngày 19 tháng 11 năm 2023, sau trận đấu với Estonia.
| Số | VT | Cầu thủ                      | Ngày sinh (tuổi)  | Trận | Bàn | Câu lạc bộ          |
| -- | -- | ---------------------------- | ----------------- | ---- | --- | ------------------- |
| 1  | TM | Robin Olsen                  | 8 tháng 1, 1990   | 71   | 0   | Aston Villa         |
| 12 | TM | Viktor Johansson             | 14 tháng 9, 1998  | 1    | 0   | Rotherham United    |
| 23 | TM | Kristoffer Nordfeldt         | 23 tháng 6, 1989  | 18   | 0   | AIK                 |
|    |    |                              |                   |      |     |                     |
| 2  | HV | Emil Krafth                  | 2 tháng 8, 1994   | 44   | 0   | Newcastle United    |
| 3  | HV | Victor Lindelöf (đội trưởng) | 17 tháng 7, 1994  | 64   | 3   | Manchester United   |
| 4  | HV | Filip Helander               | 22 tháng 4, 1993  | 23   | 0   | OB                  |
| 5  | HV | Isak Hien                    | 13 tháng 1, 1999  | 8    | 0   | Hellas Verona       |
| 6  | HV | Ludwig Augustinsson          | 21 tháng 4, 1994  | 53   | 2   | Anderlecht          |
| 13 | HV | Ken Sema                     | 30 tháng 9, 1993  | 18   | 0   | Watford             |
| 14 | HV | Linus Wahlqvist              | 11 tháng 11, 1996 | 14   | 0   | Pogoń Szczecin      |
| 15 | HV | Hjalmar Ekdal                | 21 tháng 10, 1998 | 6    | 0   | Burnley             |
|    | HV | Carl Starfelt                | 1 tháng 6, 1995   | 7    | 0   | Celta Vigo          |
|    |    |                              |                   |      |     |                     |
| 8  | TV | Albin Ekdal RET (đội phó)    | 28 tháng 7, 1989  | 70   | 0   | Spezia              |
| 9  | TV | Jens Cajuste                 | 10 tháng 8, 1999  | 20   | 0   | Napoli              |
| 10 | TV | Emil Forsberg (đội phó 4)    | 23 tháng 10, 1991 | 86   | 21  | RB Leipzig          |
| 11 | TV | Marcus Rohdén                | 11 tháng 5, 1991  | 19   | 2   | Fatih Karagümrük    |
| 16 | TV | Hugo Larsson                 | 27 tháng 6, 2004  | 4    | 0   | Eintracht Frankfurt |
| 18 | TV | Samuel Gustafson             | 11 tháng 1, 1995  | 11   | 0   | BK Häcken           |
| 19 | TV | Mattias Svanberg             | 5 tháng 1, 1999   | 32   | 2   | VfL Wolfsburg       |
| 20 | TV | Kristoffer Olsson            | 30 tháng 6, 1995  | 47   | 0   | Midtjylland         |
| 21 | TV | Dejan Kulusevski             | 25 tháng 4, 2000  | 35   | 3   | Tottenham Hotspur   |
|    |    |                              |                   |      |     |                     |
| 7  | TĐ | Viktor Claesson              | 2 tháng 1, 1992   | 74   | 15  | Copenhagen          |
| 17 | TĐ | Viktor Gyökeres              | 4 tháng 6, 1998   | 19   | 5   | Sporting CP         |
| 22 | TĐ | Robin Quaison                | 9 tháng 10, 1993  | 52   | 14  | Al-Ettifaq          |

### Triệu tập gần đây
48 cầu thủ sau đây cũng đã được gọi vào đội tuyển Thụy Điển trong vòng 12 tháng qua.
| Vt | Cầu thủ                  | Ngày sinh (tuổi)  | Số trận | Bt | Câu lạc bộ        | Lần cuối triệu tập              |
| --- | ------------------------ | ----------------- | ------- | -- | ----------------- | ------------------------------- |
| TM | Jacob Widell Zetterström | 11 tháng 7, 1998  | 1       | 0  | Djurgårdens IF    | v. Moldova, 12 October 2023     |
| TM | Oliver Dovin             | 11 tháng 7, 2002  | 1       | 0  | Hammarby IF       | v. Iceland, 12 January 2023     |
| TM | Leopold Wahlstedt        | 4 tháng 7, 1999   | 1       | 0  | Blackburn Rovers  | v. Iceland, 12 January 2023     |
| |                          |                   |         |    |                   |                                 |
| HV | Niklas Hult              | 13 tháng 2, 1990  | 8       | 0  | IF Elfsborg       | v. Estonia, 19 November 2023 WD |
| HV | Emil Holm                | 13 tháng 5, 2000  | 5       | 1  | Atalanta          | v. Estonia, 19 November 2023 WD |
| HV | Gabriel Gudmundsson      | 29 tháng 4, 1999  | 6       | 0  | Lille             | v. Bỉ, 16 October 2023          |
| HV | Gustaf Lagerbielke       | 10 tháng 4, 2000  | 2       | 1  | Celtic            | v. Bỉ, 16 October 2023          |
| HV | Martin Olsson            | 17 tháng 5, 1988  | 56      | 5  | Malmö FF          | v. Áo, 12 September 2023        |
| HV | Daniel Sundgren          | 22 tháng 11, 1990 | 3       | 0  | Maccabi Haifa     | v. Áo, 20 June 2023             |
| HV | Edvin Kurtulus           | 5 tháng 3, 2000   | 4       | 0  | Hammarby IF       | v. New Zealand, 16 June 2023    |
| HV | Joel Andersson           | 11 tháng 11, 1996 | 9       | 0  | Midtjylland       | v. Azerbaijan, 27 March 2023 WD |
| HV | Elias Andersson          | 31 tháng 1, 1996  | 1       | 1  | Lech Poznań       | v. Iceland, 12 January 2023     |
| HV | André Boman              | 15 tháng 11, 2001 | 1       | 0  | IF Elfsborg       | v. Iceland, 12 January 2023     |
| HV | Victor Eriksson          | 17 tháng 9, 2000  | 1       | 0  | IFK Värnamo       | v. Iceland, 12 January 2023     |
| HV | Joe Mendes               | 31 tháng 12, 2002 | 1       | 0  | Braga             | v. Iceland, 12 January 2023     |
| HV | Noah Persson             | 16 tháng 7, 2003  | 1       | 0  | Young Boys        | v. Iceland, 12 January 2023     |
| HV | Johan Bångsbo            | 10 tháng 2, 2003  | 0       | 0  | IFK Göteborg      | v. Iceland, 12 January 2023 WD  |
| |                          |                   |         |    |                   |                                 |
| TV | Jesper Karlsson          | 25 tháng 7, 1998  | 14      | 5  | Bologna           | v. Estonia, 19 November 2023 WD |
| TV | Jesper Karlström         | 21 tháng 6, 1995  | 13      | 0  | Lech Poznań       | v. Áo, 12 September 2023        |
| TV | Yasin Ayari              | 6 tháng 10, 2003  | 2       | 0  | Coventry City     | v. Iceland, 12 January 2023     |
| TV | Simon Gustafson          | 11 tháng 1, 1995  | 2       | 0  | BK Häcken         | v. Iceland, 12 January 2023 WD  |
| TV | Carl Gustafsson          | 18 tháng 3, 2000  | 2       | 0  | Kalmar FF         | v. Iceland, 12 January 2023     |
| TV | Bilal Hussein            | 22 tháng 4, 2000  | 2       | 0  | Hertha BSC        | v. Iceland, 12 January 2023     |
| TV | Sebastian Nanasi         | 16 tháng 5, 2002  | 2       | 0  | Malmö FF          | v. Iceland, 12 January 2023     |
| TV | Jacob Ondrejka           | 2 tháng 9, 2002   | 1       | 1  | Antwerp           | v. Iceland, 12 January 2023     |
| TV | Alexander Bernhardsson   | 8 tháng 9, 1998   | 1       | 0  | IF Elfsborg       | v. Iceland, 12 January 2023     |
| TV | Armin Gigović            | 6 tháng 4, 2002   | 1       | 0  | Midtjylland       | v. Iceland, 12 January 2023     |
| TV | Hampus Finndell          | 6 tháng 6, 2000   | 0       | 0  | Djurgårdens IF    | v. Iceland, 12 January 2023 WD  |
| |                          |                   |         |    |                   |                                 |
| TĐ | Anthony Elanga           | 27 tháng 4, 2002  | 13      | 3  | Nottingham Forest | v. Estonia, 19 November 2023 WD |
| TĐ | Alexander Isak           | 21 tháng 9, 1999  | 42      | 10 | Newcastle United  | v. Bỉ, 16 October 2023 WD       |
| TĐ | Zlatan Ibrahimović RET   | 3 tháng 10, 1981  | 122     | 62 | Retired           | v. Azerbaijan, 27 March 2023    |
| TĐ | Christoffer Nyman        | 5 tháng 10, 1992  | 11      | 2  | IFK Norrköping    | v. Iceland, 12 January 2023     |
| TĐ | Joel Asoro               | 27 tháng 4, 1999  | 2       | 1  | Metz              | v. Iceland, 12 January 2023     |
| TĐ | Omar Faraj               | 9 tháng 3, 2002   | 2       | 0  | AIK               | v. Iceland, 12 January 2023     |
| TĐ | Moustafa Zeidan          | 7 tháng 6, 1998   | 2       | 0  | Hatta             | v. Iceland, 12 January 2023     |
| TĐ | Victor Edvardsen         | 14 tháng 1, 1996  | 1       | 0  | Go Ahead Eagles   | v. Iceland, 12 January 2023     |
| TĐ | Alexander Jeremejeff     | 12 tháng 10, 1993 | 1       | 0  | Panathinaikos     | v. Iceland, 12 January 2023 WD  |
| Ghi chú - PRE = Đội hình sơ bộ / dự phòng - RET = Giã từ đội tuyển quốc gia - SUS = Đình chỉ phục vụ - WD = Cầu thủ rút lui khỏi đội tuyển |                          |                   |         |    |                   |                                 |

## Huấn luyện viên
Dưới đây là danh sách các huấn luyện viên trong lịch sử của đội tuyển Thuỵ Điển.
| - 1908 Ludvig Kornerup - 1909–11 Wilhelm Friberg - 1912 John Ohlson - 1912–13 Ruben "Massa" Gelbord - 1914–15 Hugo Levin - 1916 Frey Svenson - 1917–20 Anton Johanson - 1921–36 John "Bill" Pettersson (trừ Thế vận hội 1924, World Cup 1934) - 1924–27 József Nagy - 1934 József Nagy | - 1937 Carl "Ceve" Linde - 1938–42 Gustaf "Gurra" Carlson (trừ World Cup 1938) - 1938 József Nagy - 1942 Hội đồng huấn luyện - 1943–56 Rudolf "Putte" Kock (trừ Thế vận hội 1948, World Cup 1950) - 1946–54 George Raynor - 1956–58 George Raynor - 1957–61 Eric Person (trừ World Cup 1958) - 1961 George Raynor (chỉ dẫn dắt các trận giao hữu) | - 1962–65 Lennart Nyman - 1966–70 Orvar Bergmark - 1971–79 Georg 'Åby' Ericson - 1980–85 Lars 'Laban' Arnesson - 1986–90 Olle Nordin - 1990 Nils Andersson - 1991–97 Tommy Svensson - 1998–99 Tommy Söderberg - 2000–04 T. Söderberg & L. Lagerbäck - 2004–09 Lars Lagerbäck - 2009– Erik Hamrén |

### Ban huấn luyện hiện tại
| Huấn luyện viên trưởng  | Erik Hamrén    |
| Trợ lý huấn luyện viên  | Marcus Allbäck |
| Huấn luyện viên thủ môn | Lars Eriksson  |
| Nhà quản lý cầu thủ     | Marcus Allbäck |
| Nhà quản lý đội         | Lars Richt     |

## Kỷ lục
Tính đến ngày 27 tháng 3 năm 2023.

### 10 cầu thủ khoác áo đội tuyển quốc gia nhiều nhất

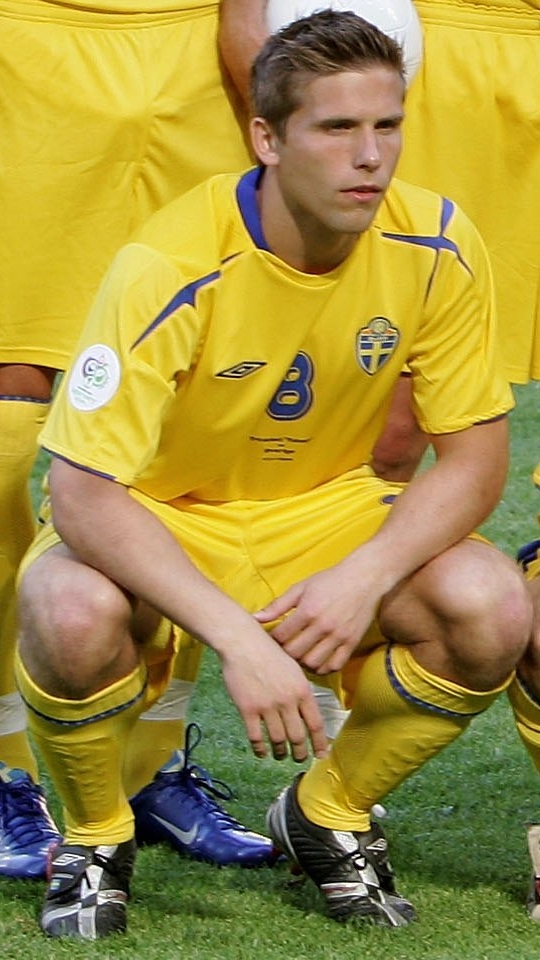
Anders Svensson là cầu thủ khoác áo đội tuyển Thụy Điển nhiều nhất với 148 trận.

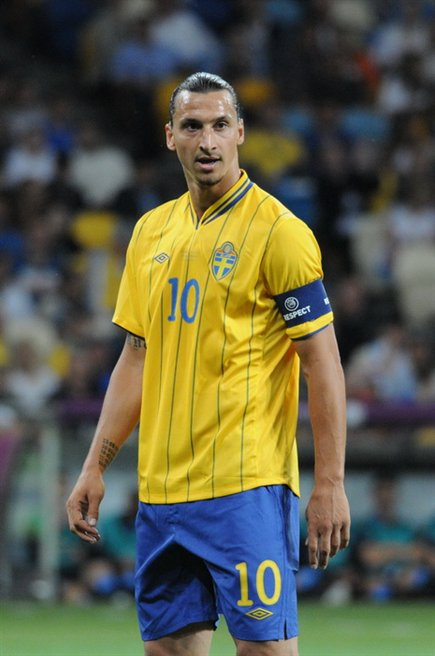
Zlatan Ibrahimović là cầu thủ ghi nhiều bàn thắng nhất cho đội tuyển Thụy Điển với 62 bàn thắng.

Cầu thủ in đậm vẫn còn thi đấu cho đội tuyển quốc gia.
| #  | Cầu thủ              | Năm thi đấu | Số trận | Bàn thắng |
| -- | -------------------- | ----------- | ------- | --------- |
| 1  | Anders Svensson      | 1999–2013   | 148     | 21        |
| 2  | Thomas Ravelli       | 1981–1997   | 143     | 0         |
| 3  | Andreas Isaksson     | 2002–2016   | 133     | 0         |
| 3  | Sebastian Larsson    | 2008–2021   | 133     | 10        |
| 5  | Kim Källström        | 2001–2016   | 131     | 16        |
| 6  | Zlatan Ibrahimović   | 2001–2023   | 122     | 62        |
| 7  | Olof Mellberg        | 2000–2012   | 117     | 8         |
| 8  | Roland Nilsson       | 1986–2000   | 116     | 1         |
| 9  | Björn Nordqvist      | 1963–1978   | 115     | 0         |
| 10 | Niclas Alexandersson | 1993–2008   | 109     | 7         |

### 10 cầu thủ ghi nhiều bàn thắng nhất
Cầu thủ in đậm vẫn còn thi đấu cho đội tuyển quốc gia.
| # | Cầu thủ            | Năm thi đấu | Bàn thắng | Số trận |
| - | ------------------ | ----------- | --------- | ------- |
| 1 | Zlatan Ibrahimović | 2001–2023   | 62        | 121     |
| 2 | Sven Rydell        | 1923–1932   | 49        | 43      |
| 3 | Gunnar Nordahl     | 1942–1948   | 43        | 33      |
| 4 | Henrik Larsson     | 1993–2009   | 37        | 106     |
| 5 | Gunnar Gren        | 1940–1958   | 32        | 57      |
| 6 | Kennet Andersson   | 1990–2000   | 31        | 83      |
| 7 | Marcus Allbäck     | 1999–2008   | 30        | 74      |
| 8 | Martin Dahlin      | 1991–1997   | 29        | 60      |
| 9 | Tomas Brolin       | 1990–1995   | 27        | 47      |
| 9 | Agne Simonsson     | 1957–1967   | 27        | 51      |